# Adam và Eva
Adam (tiếng Do Thái:אָדָם Tiếng Aram: ܐܕܡ; tiếng Ả Rập: آدَم, đã Latinh hoá: ʾĀdam; tiếng Hy Lạp: Ἀδάμ, đã Latinh hoá: Adám ; tiếng Latinh: Adam) và Eva (חַוָּה tiếng Ả Rập: حَوَّاء, đã Latinh hoá: Ḥawwāʾ; tiếng Hy Lạp: Εὕα, đã Latinh hoá: Heúa; tiếng Latinh: Eva, Heva; tiếng Syriac: ܚܰܘܳܐ La Mã hóa: ḥawâ), theo thần thoại sáng tạo của các tôn giáo Abraham, là người đàn ông và phụ nữ đầu tiên. Họ là trung tâm của niềm tin rằng nhân loại về bản chất là một gia đình duy nhất, với tất cả mọi người là hậu duệ của một cặp tổ tiên ban đầu. Chúng cũng cung cấp cơ sở cho các học thuyết về sự sa ngã của con người và tội nguyên tổ là những niềm tin quan trọng trong Cơ đốc giáo, mặc dù không được thừa nhận trong Do Thái giáo hay Hồi giáo.
Trong Sách Sáng thế của Kinh thánh tiếng Hebrew, từ chương một đến chương năm, có hai câu chuyện về sự sáng tạo với hai quan điểm riêng biệt. Trong phần thứ nhất, Adam và Eva không được đặt tên. Thay vào đó, Chúa Trời đã tạo ra loài người theo hình ảnh của Chúa Trời và hướng dẫn họ sinh sôi nảy nở và quản lý mọi thứ mà Đức Chúa Trời đã tạo ra. Trong câu chuyện thứ hai, Đức Chúa Trời tạo ra Adam từ cát bụi và đặt Adam vào Vườn địa đàng. Adam được cho biết rằng anh ta có thể ăn thỏa thích trái cây từ tất cả các cây trong vườn, ngoại trừ một cây tri thức về thiện và ác. Sau đó, Eva được tạo ra từ một trong những chiếc xương sườn của Adam để làm bạn đồng hành của anh. Họ hồn nhiên và không hề bối rối về sự trần trụi của mình. Tuy nhiên, một con rắn thuyết phục Eva ăn trái cây từ cây cấm đó, và cô đã đưa một số trái cây đó cho Adam. Việc này khiến hai người có thêm kiến thức, nhưng nó cũng mang lại cho họ khả năng gợi lên những khái niệm tiêu cực và phá hoại như xấu hổ và làm việc ác. Sau đó, Chúa Trời nguyền rủa con rắn và mặt đất. Chúa Trời nói lời tiên tri cho Adam và Eva hậu quả của tội không vâng lời Chúa Trời và trục xuất họ khỏi Vườn Địa đàng.
Thần thoại này đã trải qua nhiều gia công chi tiết hơn trong các tôn giáo khởi nguồn từ Abraham, và nó đã được các học giả Kinh thánh hiện đại phân tích rộng rãi. Những cách giải thích và niềm tin liên quan đến Adam và Eva và câu chuyện xoay quanh họ là khác nhau giữa các tôn giáo và giáo phái; ví dụ, phiên bản Hồi giáo của câu chuyện cho rằng Adam và Eva đều phải chịu trách nhiệm như nhau về tội lỗi ngạo mạn của họ, thay vì Eva là người đầu tiên có lỗi. Câu chuyện về Adam và Eva thường được miêu tả trong nghệ thuật, và nó đã có một ảnh hưởng quan trọng trong văn học và thơ ca.
Trong sinh học, tổ tiên chung gần nhất của con người dựa trên dấu vết nhiễm sắc thể Y theo dòng cha và DNA ty thể theo dòng mẹ được gọi tương ứng là Adam nhiễm sắc thể Y và Eve ty thể. Hai nhân vật này không phải là một cặp đôi trong cùng một thời đại, dù tên gọi của họ mượn theo Kinh Thánh.

## Các ghi chú nguyên bản
- "Chúng ta hãy tạo ra con người..." (Gen 1:26) - Số nhiều "chúng ta" (và "của chúng ta" trong câu "theo hình ảnh của chúng ta") được sử dụng. Giới học giả gần đây cho là nó phản ánh quan điểm thường thấy ở Trung Đông về một vị Chúa Trời tối cao (đã được đề cập tới trong Sáng thế ký 1 bằng danh từ giống "Elohim", Chúa Trời, vốn chính nó ở hình thức số nhiều, chứ không phải bằng cái tên riêng Yahweh) vây quanh là một triều đình thần thánh, các Con trai của Chúa Trời (Heb. bene elohim).[5] Những Kitô hữu theo truyền thống giải thích số nhiều "chúng ta" là một bằng chứng cho học thuyết của Chúa Ba Ngôi.[6] Nhưng khi đó có 1 ngôi vì chỉ có 1 chúa trời Jehovah.
- "con người" (Gen 1:26-27) - Dù từ "con người" ở số ít, khi trong văn bản một đại từ được sử dụng, nó được diễn tả bằng số nhiều "họ", chỉ rằng từ được dùng nói chung mang nghĩa "đàn ông và đàn bà", và rằng đó là một sự diễn tả "loài người" hay "con người".[5]
- "............trong hình ảnh của chúng ta" (Gen 1:26-27) - Câu hình ảnh của Chúa Trời có nhiều cách giải thích, dù dường như một nghĩa khác hơn nghĩa đơn giản theo hình người được dự định sử dụng. Ở những nơi khác ở Cận Đông cổ đại các vị vua được gọi là "hình ảnh của Chúa", tượng trưng cho sự cai trị bởi thiên mệnh của họ: câu vì thế có thể chỉ rằng con người là đại diện của Chúa trên Trái Đất.[5]
- "...một sinh vật sống" (Gen 2:7) - Chúa Trời thở vào lỗ mũi con người và anh ta trở nên nefesh hayya. Ban đầu câu này được dịch là "linh hồn sống", hiện được cho là không chính xác: "nefesh" thể hiện thứ gì đó như từ "tồn tại" trong tiếng Việt, trong nghĩa của một cơ thể hữu hình có khả năng sự sống; ý tưởng về một "linh hồn" theo ý thức của chúng ta không tồn tại trong tiếng Hebrew mãi cho tới khoảng thế kỷ thứ 2 trước Công Nguyên, khi ý tưởng về một sự hồi sinh cơ thể trở nên phổ biến.[5]
- "...cây nhận thức tốt và xấu..." (Gen 2:9) - Cây truyền đạt nhận thức về tov wa-ra, "tốt và xấu". Cách dịch truyền thống là "tốt và ma quỷ", nhưng tov wa-ra là cách thể hiện cố định biểu thị "tất cả mọi thứ," chứ không phải là một khái niệm đạo đức.[5]
- "...ngươi chắc chắn sẽ chết" (Gen 2:16-17) - Adam được nói rằng nếu anh ta ăn cây cấm hậu quả sẽ là moth tamuth, "chết một cái chết", chỉ ra không chỉ đơn giản là cái chết mà thật sự là nó. Khi Adam trên thực tế không chết ngay sau khi ăn trái, một số nhà chú giải đã cho rằng nó có nghĩa "cuối cùng ngươi sẽ chết," vì thế Adam và Eva đáng lẽ đã có sự bất tử trong Vườn địa đàng, nhưng đã mất nó khi ăn trái cấm. Tuy nhiên, cấu trúc ngữ pháp không ủng hộ kiểu suy nghĩ này, cả cách tường thuật cũng vậy: Adam và Eva bị trục xuất khỏi Vườn địa đàng vì sợ rằng họ sẽ tiếp tục ăn cây thứ hai, cây sự sống, và có được sự bất tử. (Genesis 3:22)[5] Một cách giải thích khác là Adam sẽ trải qua "một cái chết tâm hồn". Cuốn sách Jubilees (4:29-31) ở thế kỷ thứ 2 giải thích rằng "một ngày" tương đương với một nghìn năm và vì thế Adam chết trong cùng "ngày";[7] Septuagint của Hy Lạp, mặt khác, dịch "ngày" thành từ của Hy Lạp có nghĩa giai đoạn 24 giờ.
- "...một xương sườn..." (Gen 2:21-24) - Tiếng Hebrew tsela` có thể mang nghĩa, bên cạnh, phòng, xương sườn, hay tia. Cách giải thích truyền thống của "xương sườn" gần đây đã bị các nhà thần học đòi bình quyền đặt nghi vấn họ cho rằng đúng ra nó phải mang nghĩa "bên cạnh," ủng hộ ý tưởng rằng phụ nữ bình đẳng với nam giới và không phải là người phụ thuộc của anh ta.[8] Những người khác đã cho rằng "xương sườn" trên thực tế là baculum. Đề xuất này thích hợp với những quan sát rằng nam giới và phụ nữ có cùng số lượng xương sườn, và con người (không giống hầu hết các loài thú có vú) không có một baculum[9].

## Các truyền thống Abraham

### Các truyền thống Do Thái
Những lời sấm của các Bà đồng, có niên đại từ các thế kỷ ngay sau khoảng thời gian của Chúa Giêsu, giải thích cái tên Adam giống như một notaricon gồm các chữ cái đầu của bốn phương; anatole (đông), dusis (tây), arktos (bắc), và mesembria (nam). Ở thế kỷ thứ 2, Rabbi Yohanan đã dùng kỹ thuật notaricon Hy Lạp để giải thích cái tên אָדָם như các chữ cái đầu của các từ afer, dam, và marah, là bụi, máu và mật.
Theo Ngũ Thư (Gen 2:7), Adam được hình thành từ "bụi từ Trái Đất"; trong Talmud (Tractate Sanhedrin 38b) ở các thế kỷ đầu tiên của Kitô giáo Adam, một cách rõ ràng hơn, được miêu tả là một golem được trộn từ bùn.
Thậm chí ở những thời cổ, sự hiện diện của hai cách miêu tả khác nhau về sự tạo thành con người đầu tiên hay (hai người) đã được chú ý. Cách thứ nhất nói người nam và người nữ [Chúa Trời] tạo ra họ, hàm ý sự tạo thành cùng lúc, trong khi cách miêu tả thứ hai nói rằng Chúa Trời đã tạo ra Eva sau khi tạo ra Adam. Midrash Rabbah - Sáng thế ký VIII:1 dung hoà cả hai cách khi nói rằng Sáng thế ký 1, "người nam và người nữ Người tạo ra họ", chỉ ra rằng Chúa Trời ban đầu tạo ra Adam như một người lưỡng tính, về thân thể và tinh thần là cả nam lẫn nữ, trước khi tạo ra những sinh vật riêng biệt là Adam và Eva. Các giáo sĩ Do Thái khác cho rằng Eva và người nữ trong cách miêu tả thứ nhất là hai cá thể riêng biệt, Eva được xác định là Lilith, một nhân vật thường được miêu tả như một loài ma quỷ đêm.
Sáng thế ký không nói Adam và Eva ở trong Vườn địa đàng trong bao lâu, nhưng Sách của Jubilees ở thế kỷ thứ 2 trước Công Nguyên, cung cấp thông tin rõ ràng hơn. Nó nói (ch3 v17) rằng con rắn đã thuyết phục Eva ăn trái vào ngày thứ 17 ở tháng thứ hai của năm thứ 8 sau khi Adam được tạo ra. Nó cũng nói rằng họ đã bị đuổi khỏi vườn ở tuần trăng mới của tháng thứ 4 năm ấy (ch3 v33). Các nguồn Do Thái khác thêm rằng giai đoạn có liên quan chưa tới một ngày.
Theo đức tin truyền thống Do Thái Adam và Eva đã được chôn trong Hang Machpelah, tại Hebron.

### Kitô giáo

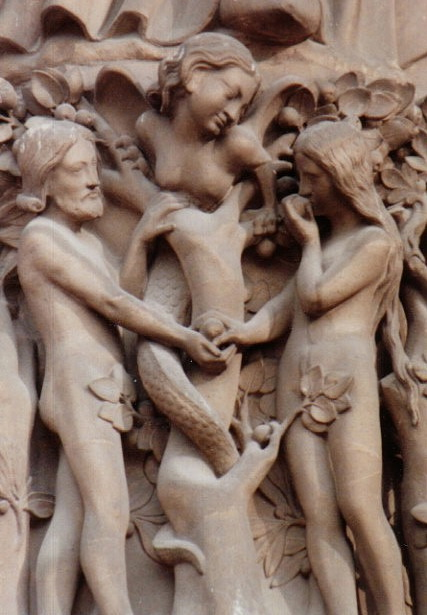
Adam, Eva, và con rắn cái (thường được xác định là Lilith) ở cổng vào Nhà thờ Đức Bà Paris tại Paris. Nghệ thuật Kitô giáo Trung Cổ thường thể hiện con Rắn trong Vườn Eden là nữ giới để vừa nhấn mạnh tính chất cám dỗ vừa nhắc tới mối quan hệ của nó với Eva. Nhiều giáo phụ thời kỳ đầu, gồm cả Clement thành Alexandria và Eusebius thành Caesarea, giải thích từ trong tiếng Hebrew "Heva" không chỉ là cái tên của Eva, mà trong hình thức âm hơi của nó là "con rắn cái."

Câu chuyện Adam và Eva là nền tảng của học thuyết Kitô giáo về tội tổ tông: "Tội lỗi đến với thế giới qua một con người và chết qua tội lỗi, và vì thế cái chết xảy đến với tất cả loài người bởi con người là tội lỗi," Paul of Tarsus đã nói trong Thư gửi những người La Mã, dù Chương 3 của Sáng thế ký không dùng từ "tội lỗi" và Sáng thế ký 3:24 nói rõ rằng hai người đã bị trục xuất "để nó đừng đưa tay và lấy trái từ cây sự sống, và ăn, và sống mãi". St Augustine của Hippo (354-430), đã làm việc với một bản dịch tiếng Latinh của bức thư, hiểu rằng Paul đã nói rằng tội lỗi của Adam là di truyền: "Cái chết sẽ truyền lại (ví dụ lan ra) mọi người vì Adam, [trong tất cả họ] đều tội lỗi". tội tổ tông, ý tưởng rằng con người được sinh ra trong một điều kiện không có tội lỗi và phải chờ đợi sự cứu chuộc, vì thế đã trở thành một nền tảng của truyền thống thần học Kitô giáo phương Tây; đức tin này không được các tôn giáo Do Thái và Chính thống chia sẻ, và đã bị một số tôn giáo hậu Cải cách như những người theo Giáo đoàn và Giáo hội các Thánh hữu Ngày sau của Chúa Giê Su Ky Tô từ bỏ.
Vì Eva đã xúi giục Adam ăn trái cấm, một số giáo phụ thời kỳ đầu coi bà và mọi phụ nữ sau này là những người mang tội tổ tông, và đặc biệt chịu trách nhiệm về Sự sa ngã. "Ngươi là cổng vào của quỷ," Tertullian nói với những thính giả nữ của mình ở đầu thế kỷ thứ 2, và tiếp tục giải thích rằng họ chịu trách nhiệm về cái chết của Giêsu: "Nói về sa mạc của các ngươi (ví dụ sự trừng phạt vì tội lỗi), có nghĩa là, cái chết, thậm chí Con trai của Chúa Trời đã phải chết." Năm 1486 Dominicans Kramer và Sprengler đã dùng các câu tương tự trong Malleus Maleficarum ("Hammer of Witches") để giải thích sự hành hạ "những mụ phù thủy".
Qua nhiều thế kỷ, một hệ thống đức tin riêng biệt Kitô giáo đã phát triển từ câu chuyện Adam và Eva. Lễ rửa tội đã trở nên được hiểu như cách tẩy bỏ tội lỗi ô nhục di truyền ở nhiều tôn giáo, dù biểu tượng nguyên gốc của nó rõ ràng là sự tái sinh. Ngoài ra, con rắn đã xúi giục Eva được giải thích là quỷ Satan, hay rằng Satan đã dùng con rắn như một cái loa, dù không có đề cập tới cách giải thích này trong Torah và nó không có trong Do Thái giáo.

### Các truyền thống Ngộ giáo và Mani giáo
Ngộ giáo hay Ngộ đạo trong Kitô giáo có hai văn bản duy nhất có những câu chuyện về Adam và Eva: văn bản Nag Hamadi "Khải huyền của Adam" và văn bản "Giao ước của Adam". Sự tạo ra Adam như Protanthropos, con người đầu tiên, là ý tưởng trọng tâm.
Giáo phái Ngộ đạo Mani giáo tin rằng các Protanthropos là "Linh hồn Thế giới", (Anima Mundi), được cử tới để chiến đấu chống lại sự tối tăm. Sự "Sa ngã" có nghĩa con người nguyên thủy được trao cho quỷ và bị chìm trong tăm tối, với Vũ trụ là một tổng thể tồn tại như một phương tiện để đưa Adam nguyên thủy từ Tăm tối. Quan hệ tình dục giữa Adam và Eva được coi là cách thức để tăm tối chiến thắng ánh sáng.
"Mani nói, 'Sau đó Giêsu tới và nói với kẻ đã sinh ra, người là Adam, và … làm anh ta e sợ Eva, dạy anh ta cách kìm chế (ham muốn) cô ta, và cấm anh ta lại gần cô… Sau đó người (nam) quay trở lại với con gái mình, người là Eva, và quan hệ tình dục một cách dâm đãng với cô ta. Anh ta có một con trai với cô, hình dạng méo mó và có nước da đỏ, và tên nó là Cain, Người Đỏ.'"
Một truyền thống Ngộ đạo khác cho rằng Adam và Eva được tạo ra để giúp đánh bại Satan. Con rắn, thay vì bị coi là Satan, được giáo phái Ophite coi là một anh hùng.
Vẫn có những người theo Ngộ đạo khác tin rằng sự sụp đổ của Satan, đã diễn ra sau sự tạo thành con người. Như trong truyền thống Hồi giáo, cây chuyện nói rằng Satan đã từ chối quy phục Adam. (Vì tình yêu Chúa mãnh liệt của mình, Satan cảm thấy rằng việc quy phục loài người là một hình thức sùng bái thần tượng.) Sự từ chối này dẫn tới sự sụp đổ của Satan, ý tưởng này đã được ghi lại trong các tác phẩm như Sách của Enoch.

### Truyền thống Hồi giáo

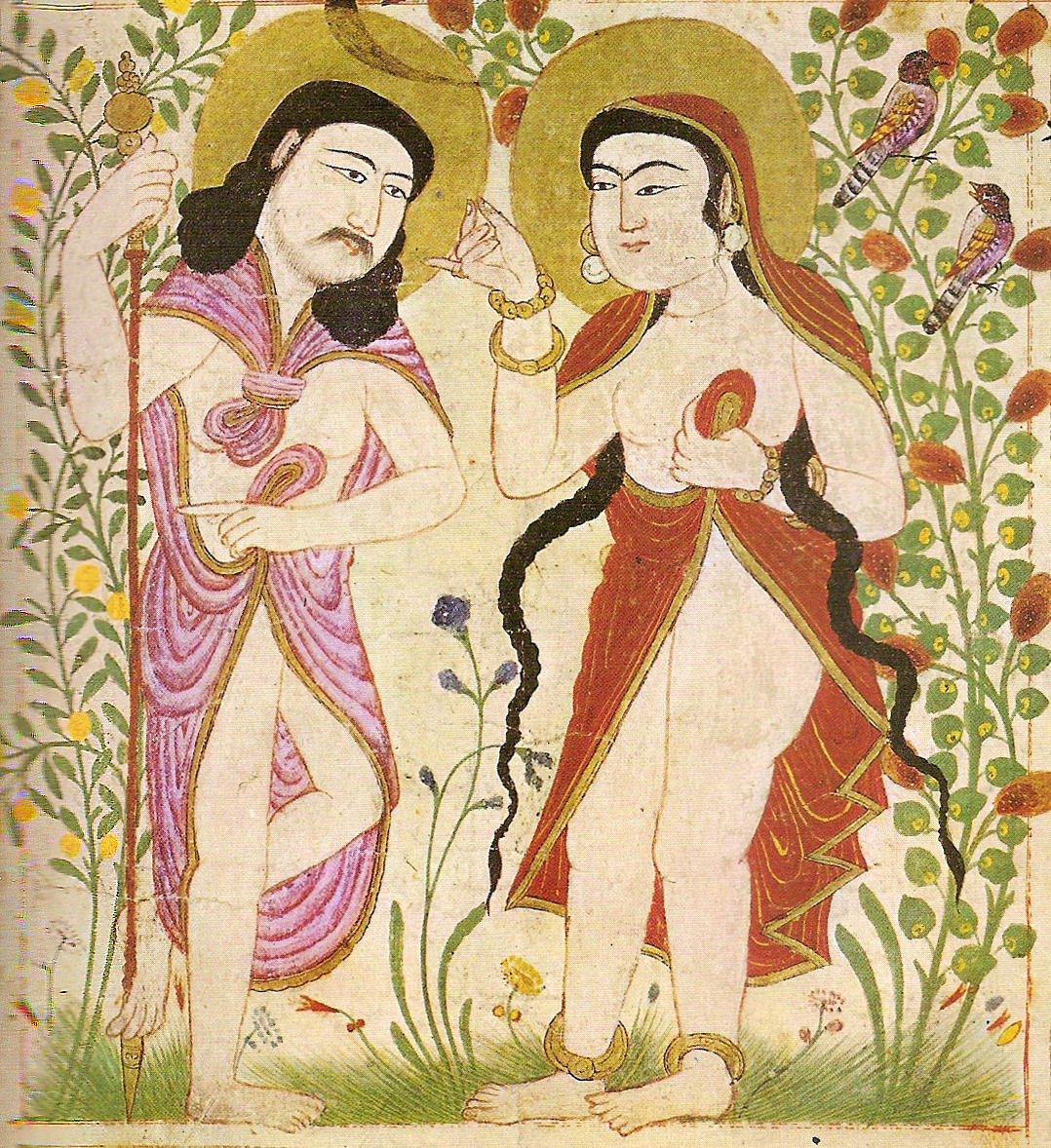
Bức tranh từ Manafi al-Hayawan (Sự hữu ích của các con vật), thể hiện Adam và Eva. Từ Maragh tại Iran Mông Cổ, 1294-99.

Kinh Quran nói về آدم (ʾĀdam) trong surah al-Baqara (2):30-39, al-A'raf (7):11-25, al-Hijr (15):26-44, al-Isra (17):61-65, Ta-Ha (20):115-124, và Sad (38):71-85.
Kinh Quran nói cả Adam và Eva đều ăn trái cấm, và Chúa sau này đã tha thứ cho họ và sau đó đưa họ xuống Trái Đất như những người đại diện của mình. Hadith (những câu kể tiên tri) và văn học đã soi sáng quan điểm Hồi giáo về hai người đầu tiên.
Ý tưởng tội tổ tông không tồn tại trong Đạo Hồi bởi Adam và Eva đã được tha thứ sau khi họ xuất hiện trên Trái Đất theo Kinh Quran. Dù cũng cần nhớ rằng Adam là một nhà tiên tri và theo các truyền thống Hồi giao các nhà tiên tri là không tội lỗi; vì thế sự diễn giải các sự kiện trên được thực hiện theo sự thực đó. Một trong những điều đáng lưu ý trong Kinh Qur'an là nó không thuật lại lời tường thuật của Sáng thế ký theo đó Eva dẫn Adam tới sự vi phạm vào các luật lệ của Chúa; đơn giản cả hai đều chịu trách nhiệm. Tuy nhiên, có những câu chuyện nhà tiên tri Mohammed - một số đã được xác nhận - có khuynh hướng ngả theo truyền thống Do Thái-Kitô giáo. Ví dụ, nhà tiên tri được cho là đã nói, ‘Were it not for Bani Isra'il, meat would not decay; and were it not for Eve, no woman would ever betray her husband.’" (Sahih al-Bukhari, Vol. 55, Hadith 611) Một phiên bản tương tự nhưng rõ ràng hơn được thấy ở cuốn sách linh thiêng thứ hai của những lời tường thuật tiên tri, Sahih Muslim. Theo nó, "Abu Hurairah" đã kể lại Sứ giả của Allah nói: Had it not been for Eve, woman would have never acted unfaithfully towards her husband." (Sahih Muslim, Volume 8, Hadith 3471).
Nhà bình luận Hồi giáo thời kỳ đầu Muhammad ibn Jarir al-Tabari đã thêm một số chi tiết vào Torah, dựa trên hadith cũng như các truyền thống riêng Do Thái (cái gọi là isra'iliyat). Tabari ghi rằng khi tới thời điểm tạo ra Adam, Chúa Trời đã cử Gabriel (Jibril), sau đó Michael (Mika'il), lấy đất sét từ Trái Đất; nhưng Trái Đất phàn nàn, nói Ta lấy nơi ẩn náu trong Chúa Trời từ ngươi, nếu ngươi tới để làm nhỏ hay biến dạng ta, vì thế các thiên thần phải quay lại tay không. Tabari tiếp tục nói rằng Chúa trả lời bằng cách gửi Thần chết, người lấy đất sét từ mọi vùng, vì thế tạo ra một cách giải thích cho sự đa dạng về hình dáng của các giống người khác nhau.
Theo tường thuật của Tabari, sau khi nhận được hơi thở của Chúa Trời, Adam vẫn là một cơ thể khô trong 40 ngày, sau đó dần có sự sống từ đầu xuống chân, hắt hơi khi đã sống hoàn toàn, nói Tất cả sự ca tụng dành cho Chúa Trời, vị Chúa của mọi sinh vật. Sau khi đã được tạo ra, Adam, con người đầu tiên, được miêu tả là có quyền cai trị với mọi sinh vật thấp hơn, mà anh ta đặt tên cho. Là một trong những người đã được nói chuyện trực tiếp với Chúa Trời, Adam được coi là một nhà tiên tri trong Hồi giáo.

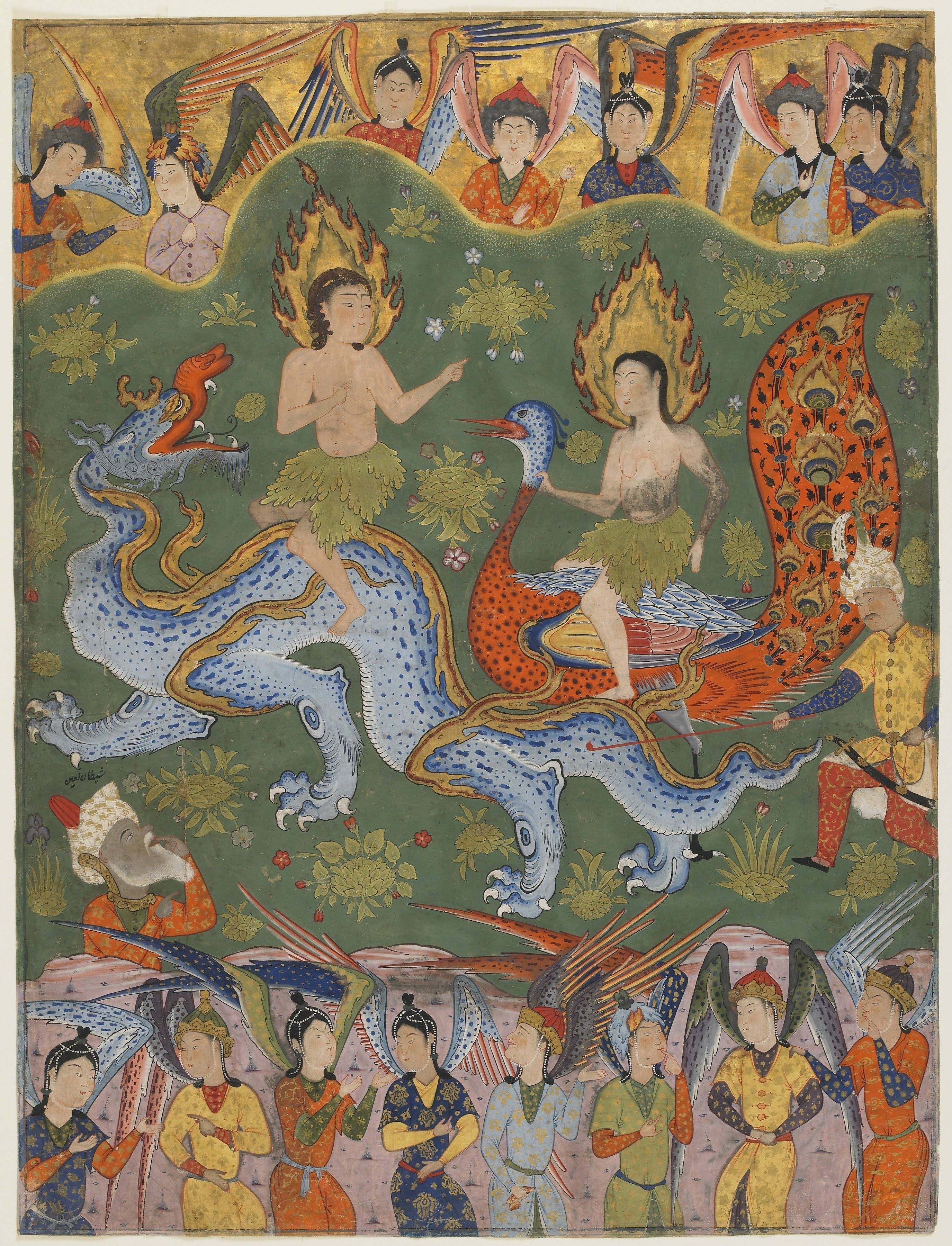
Adam và Eva từ một bản copy của Falnama (Sách của các Điềm) được gán cho Ja´far al-Sadiq, khoảng năm 1550, triều Safavid, Iran.

Ở thời điểm này, Adam có một vai trò quan trọng trong các truyền thống Hồi giáo liên quan tới sự sụp đổ của Iblis (tiếng Ả Rập: إبليس) Shaytan (Satan), không được ghi lại trong Torah, mà trong Sách của Enoch được sử dụng trong các Chính thống giáo Đông phương. Trong đó, khi Chúa Trời thông báo ý định của mình tạo ra Adam, một số thiên thần thể hiện sự mất tinh thần, hỏi tại sao Chúa lại tạo ra một sinh vật sẽ thực hiện những hành động ma quỷ. Dạy Adam các tên cam đoan với các thiên thần như theo các khả năng của Adam, dù một số nhà bình luận tranh cãi những cái tên rõ ràng nào liên quan; nhiều lý thuyết nói chúng là những cái tên của mọi thứ sống và không sống, tên của các thiên thần, tên của những con cháu của ADam, hay các tên của Chúa Trời.
Khi Chúa Trời ra lệnh cho các thiên thần cúi chào Adam, một trong những người có mặt, Shaytan Iblis trong Hồi giáo, một Djinn nói "tại sao tôi phải cúi chào trước con người, tôi được sinh ra từ lửa nguyên chất và anh ta được làm từ đất", từ chối vì lòng kiêu hãnh của mình, và lập tức bị cấm khỏi Thiên đường. Các phong trào tự do bên trong Hồi giáo đã coi hành động ra lệnh cho các thiên thần cúi chào Adam của Chúa như một sự đề cao con người, và như một biện pháp ủng hộ nhân quyền, những người khác xem đó là một hành động thể hiện với Adam rằng kẻ thù lớn nhất của con người trên Trái Đất sẽ là bản ngã của họ.
Trong kinh Qur'an, Eva được xem là vợ của Adam, một truyền thống Hồi giáo đề cập tới bà bằng một cái tên từ nguyên tương tự, حواء (Hawwāʾ). Trong Qur'an surah 4 có nói: Surah Al-Nisa' "O! loài người ! Hãy kính trọng vị Chúa của các ngươi, Người đã tạo ra các ngươi từ một người duy nhất (Adam), và từ con người đó (Adam) Người đã tạo ra người vợ của anh ta [Hawwa (Eva)], và từ hai người đó Người đã tạo ra nhiều đàn ông và đàn bà;" Vì thế Quran(4:1) cho tiết lộ rằng Chúa Trời đã tạo ra Hawwa (Eva) từ Adam. Torah có một từ nguyên cho phụ nữ, hay đúng hơn là một từ tương đương trong tiếng Hebrew (ish-shah), nói rằng cô ta phải được gọi là phụ nữ bởi cô ta được lấy ra từ người đàn ông (ish trong tiếng Hebrew). Từ nguyên được coi là không hợp lý bởi hầu hết các nhà ngôn ngữ học Semitic. Quran kết tội cả Adam và Eva về việc ăn trái cấm và như một sự trừng phạt cả hai người đều bị đày từ Thiên đường xuống Trái Đất. Ví thế những người Hồi giáo diễn giải rằng sự kiện này không đặt ra một vấn đề về việc phụ nữ về bản chất là thấp kém hơn nam giới. Ý tưởng tội tổ tông không tồn tại trong Hồi giáo. Adam và Eva đã được tha thứ sau khi họ có mặt trên Trái Đất. Một truyện thánh Môhamét Tiên tri nhắc lại rằng sau khi rời Vườn Eden, Adam đã hạ xuống ở Ấn Độ trong khi Eva hạ xuống ở Jeddah. Họ tìm kiếm lẫn nhau, và cuối cùng thấy nhay ở Đồng bằng 'Arafat (gần Mecca), có nghĩa là sự công nhận.
Al-Qummi ghi lại ý kiến rằng Eden không phải hầu hết là đất, và vì thế, đã được gửi xuống Trái Đất, Adam và Eva đầu tiên tới các đỉnh núi bên ngoài Mecca; Adam trên Safa, và Eva trên Marwa. Theo kiểu truyền thống Hồi giáo này, Adam tiếp tục than khóc trong 40 ngày, cho tới khi cảm thấy hối lỗi, ở thời điểm đó Chúa Trời thưởng cho Adam bằng cách gửi xuống Đá Đen, và dạy Adam hajj.
Kinh Qur'an cũng miêu tả hai người con trai của Adam (tên là Qabil và Habil trong truyền thống Hồi giáo) tương đương với Cain và Abel.
Theo một số truyền thống Hồi giáo, Adam được chôn cất bên dưới địa điểm Kaaba ở Mecca. Hồi giáo Shi'a mặt khác, tin rằng Adam được chôn cất bên cạnh Ali, bên trong Thánh đường Hồi giáo Imam Ali tại Najaf, Iraq.

## Trong nghệ thuật và văn học

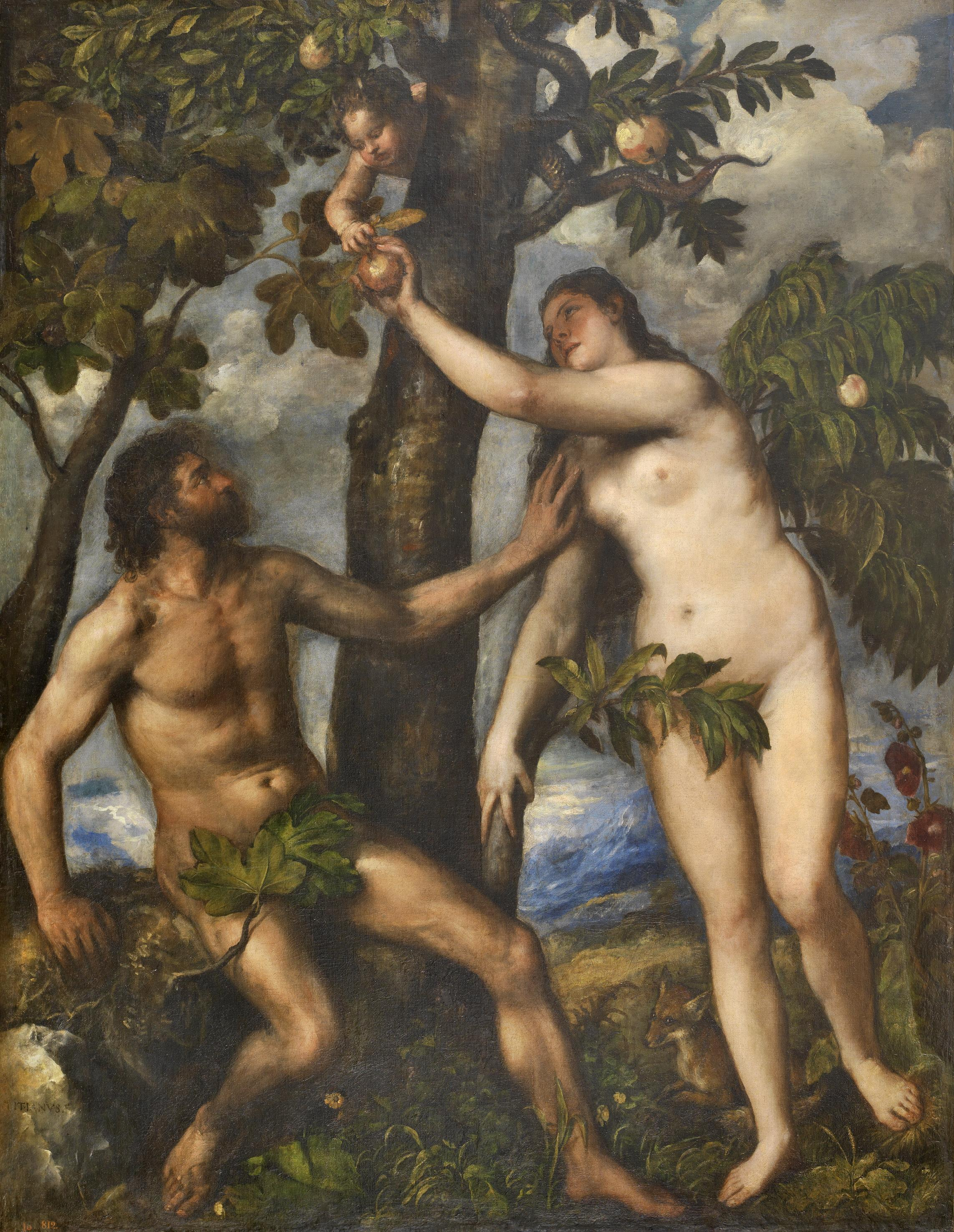
Tranh của Titian.
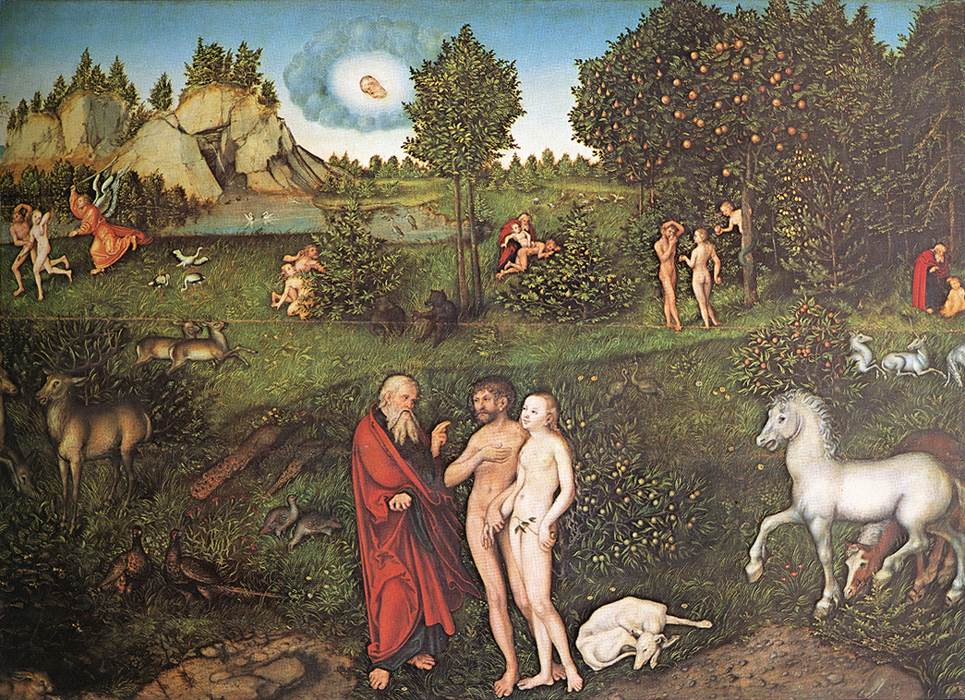
Adam và Eva của Lucas Cranach Già.
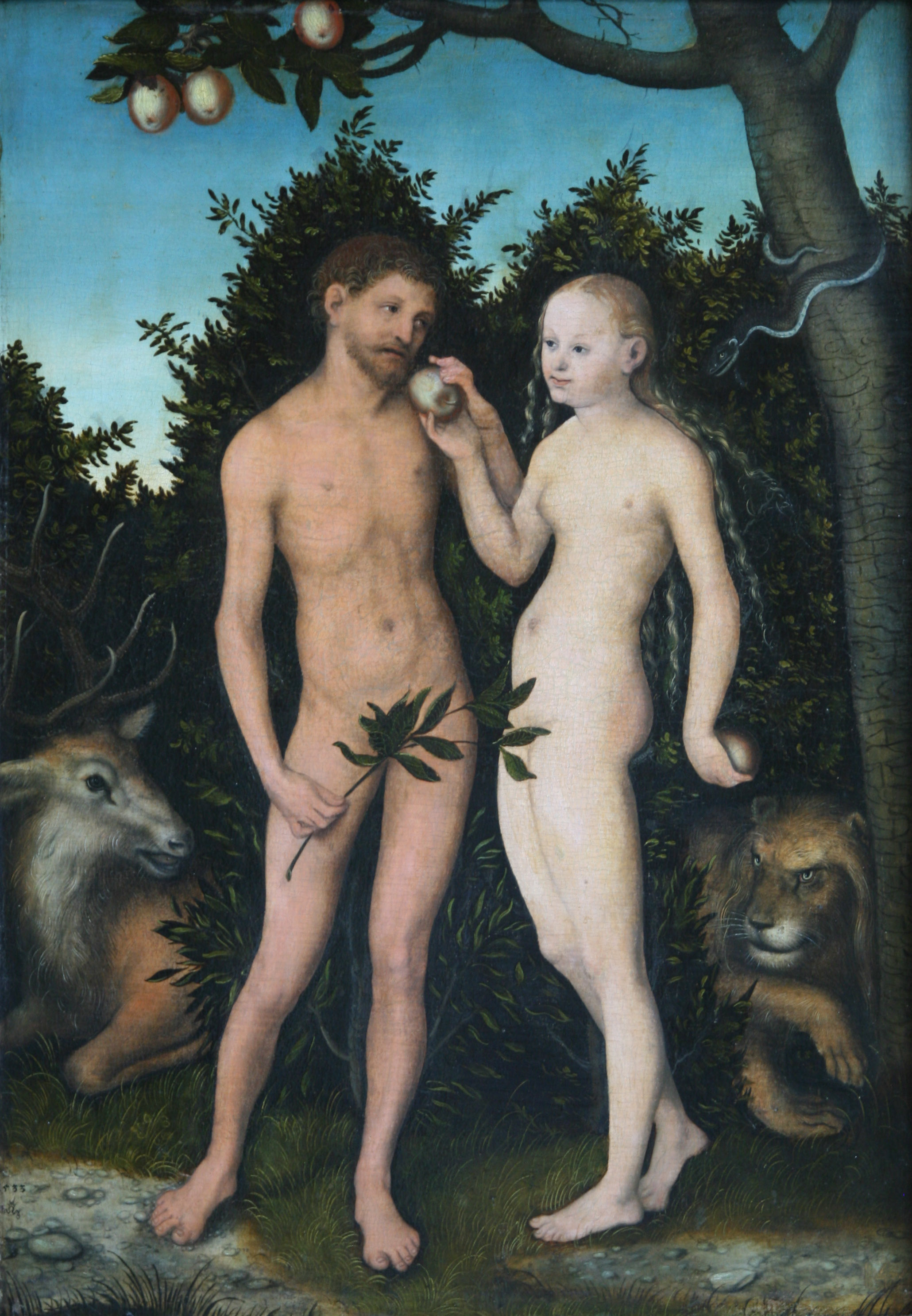
Tranh của Lucas Cranach Già.
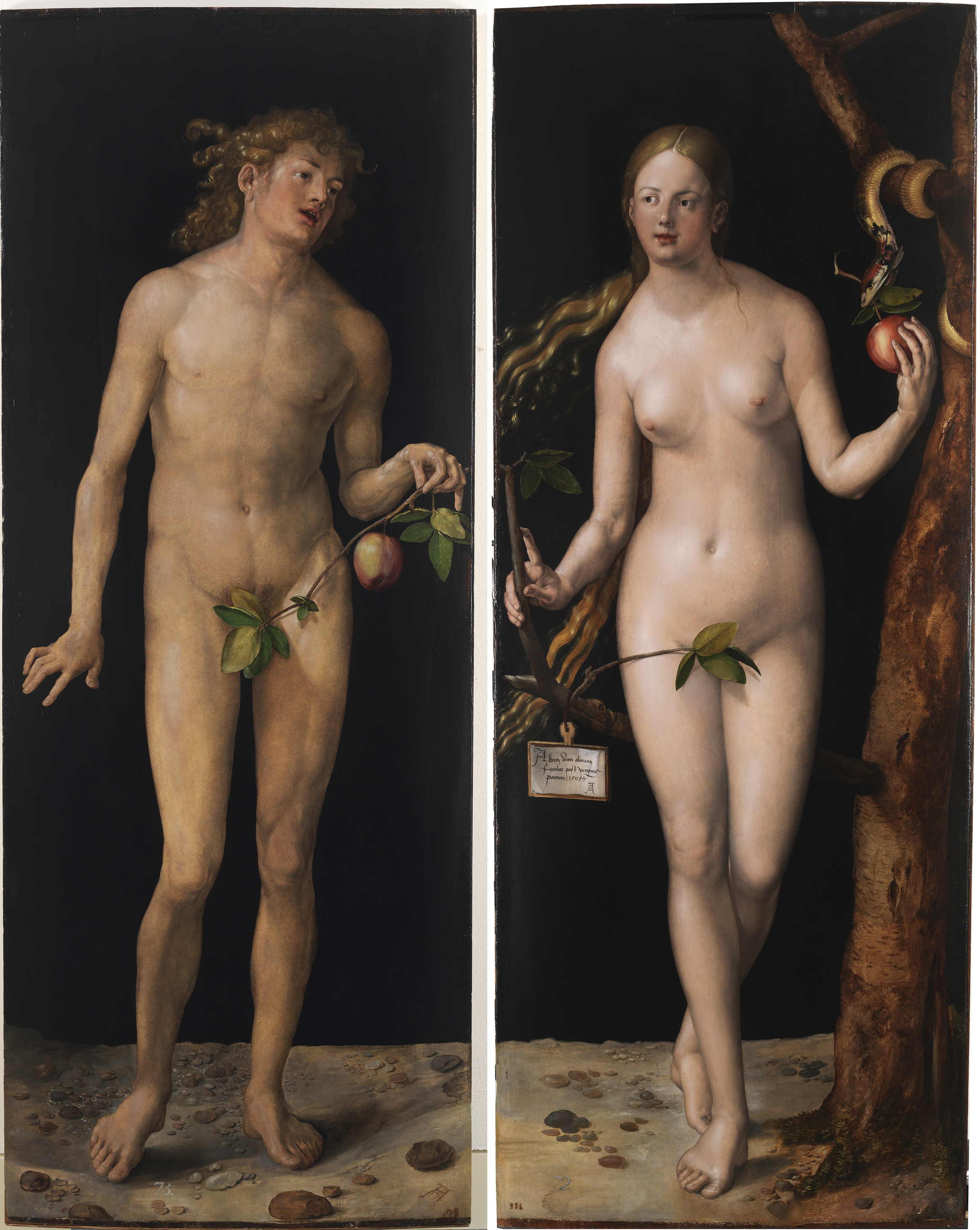
Tranh của Albrecht Dürer.

Adam và Eva đã được những nghệ sĩ ở giai đoạn đầu thời kỳ Phục Hưng sử dụng như một chủ đề thể hiện những cảnh khoả thân của nam và nữ. Sau này, sự khoả thân bị phản đối bởi một số yếu tố đạo đức, và một chiếc lá sung đã được thêm vào trong những bức tranh và điêu khắc cũ, che phủ đi cơ quan sinh dục. Sự lựa chọn lá sung là kết quả của các truyền thống Địa Trung Hải xác định Cây Nhận thức Tốt và Xấu vốn không tên là một cây sung, và bởi lá sung trên thực tế đã được đề cập trong Sách Sáng Thế ký được sử dụng để che bớt đi sự loã lồ của Adam và Eva.
Việc coi ý tưởng Adam và Eva như một sự thực lịch sử đã khiến dẫn tới một số song đề logic. Một song đề như vậy là liệu họ có nên được thể hiện với những cái rốn (Giả thuyết rốn). Bởi họ được tạo ra như những người đã hoàn toàn trưởng thành, và đã không phát triển bên trong một tử cung, họ sẽ không được kết nối với một dây rốn như mọi con người được sinh ra bình thường khác. Những bức hoạ thể hiện không có rốn trông không tự nhiên và một số nghệ sĩ đã che đi phần thân thể này của họ, thỉnh thoảng bằng cách thể hiện họ được che phần cơ thể đó bằng tay hay một vật thể khác.
Tác phẩm Paradise Lost (Thiên đường đã Mất) của John Milton là một bài thơ sử thi nổi tiếng ở thế kỷ 17 được viết theo thể thơ không vần khai thác câu chuyện của Adam và Eva một cách chi tiết.
Họa sĩ người Mỹ Thomas Cole đã vẽ tác phẩm The Garden of Eden (1828), với nhiều chi tiết về hai con người đầu tiên sống giữa các thác nước, những loài cây sặc sỡ, và một chú hươu đẹp đẽ.

## Xem thêm

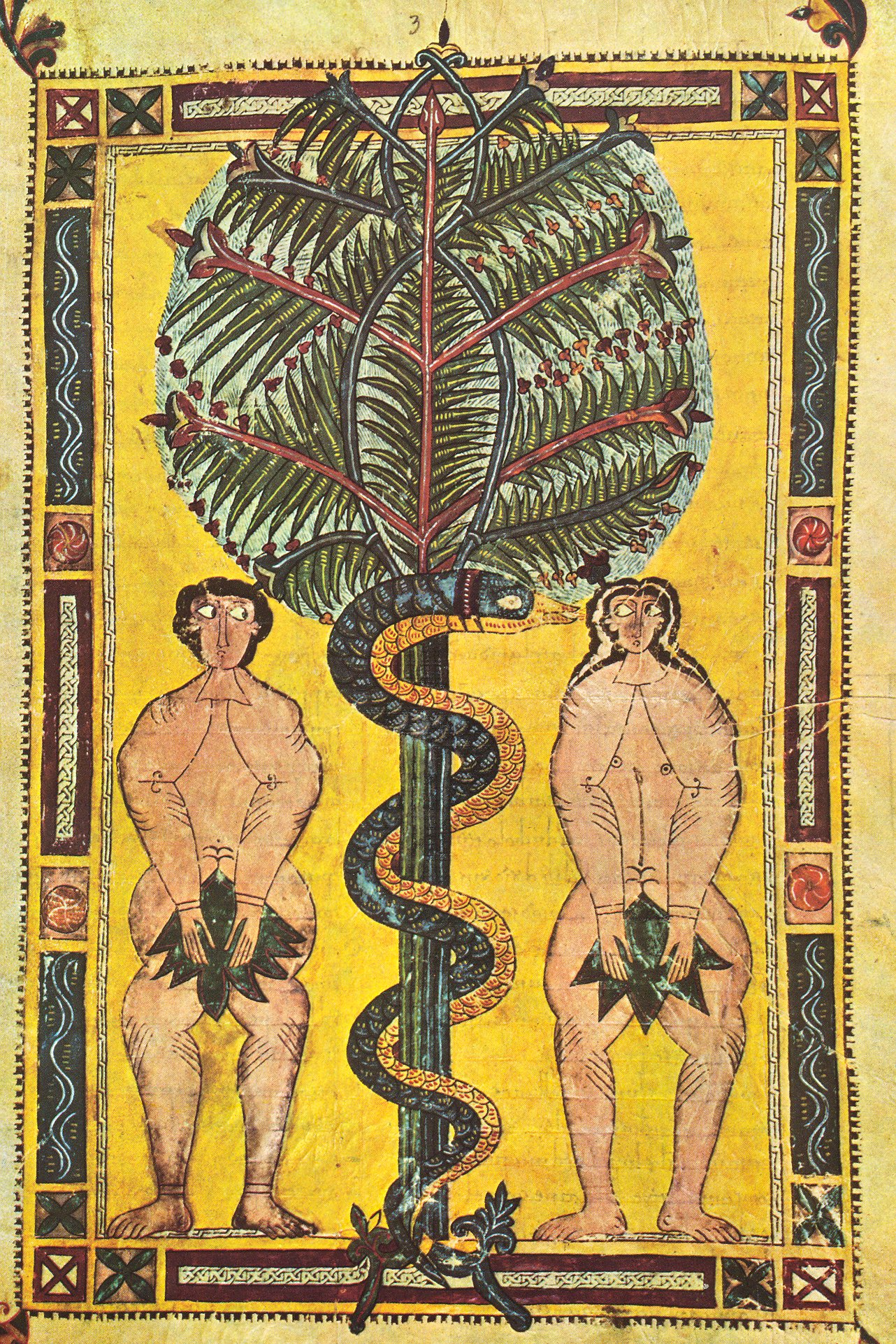
Adam & Eva, bản viết tay có minh hoạ khoảng năm 950, Escorial Beatus

## Liên kết với các bài viết khác
- Bible Genealogy
- First Human Beings (Library of Congress)
- The Story of Lilith in The Alphabet of Ben Sira
- Islamic view of the fall of Adam (audio)
- 98 classical images of Adam and Eve Lưu trữ ngày 3 tháng 1 năm 2019 tại Wayback Machine
- The Book of Jubilees Lưu trữ ngày 24 tháng 2 năm 2009 tại Wayback Machine
- Adam and Eve in Medieval Reliefs, Capitals, Frescoes, Roof Bosses and Mosaics Lưu trữ ngày 26 tháng 8 năm 2009 tại Wayback Machine
- "Adam and Eve" in Christian Iconography Lưu trữ ngày 5 tháng 7 năm 2013 tại Wayback Machine